# Södra Brunnsjön
Södra Brunnsjön är en sjö i Lindesbergs kommun i Västmanland och ingår i Norrströms huvudavrinningsområde. Sjön är 4,6 meter djup, har en yta på 0,356 kvadratkilometer och befinner sig 197 meter över havet. Sjön avvattnas av vattendraget Torphyttebäcken. Vid provfiske har abborre fångats i sjön.

## Delavrinningsområde
Södra Brunnsjön ingår i det delavrinningsområde (660904-146280) som SMHI kallar för Mynnar i Stora Lindessjön. Medelhöjden är 137 meter över havet och ytan är 51,69 kvadratkilometer. Det finns inga avrinningsområden uppströms utan avrinningsområdet är högsta punkten. Torphyttebäcken som avvattnar avrinningsområdet har biflödesordning 3, vilket innebär att vattnet flödar genom totalt 3 vattendrag innan det når havet efter 214 kilometer. Avrinningsområdet består mestadels av skog (75 procent). Avrinningsområdet har 0,94 kvadratkilometer vattenytor vilket ger det en sjöprocent på 1,8 procent. Bebyggelsen i området täcker en yta av 0,98 kvadratkilometer eller 2 procent av avrinningsområdet.